# Mood II Swing
Mood II Swing est un duo de producteurs américains, John Ciafone et Lem Springsteen, basés à New York et produisant de la house, de la deep house et du garage.